# Chiesa di Santa Maria Assunta e San Bartolomeo
La chiesa di Santa Maria Assunta e San Bartolomeo è un edificio sacro che si trova in località Badia Prataglia, a Poppi, in provincia di Arezzo.

## Descrizione
La chiesa resta a testimonianza dell'abbazia benedettina fondata alla fine del X secolo. Fu consacrata nel 1008 dal vescovo di Arezzo Elemperto, che ingrandì il monastero dotandolo di ampie rendite, ma in seguito all'ascesa del vicino eremo di Camaldoli andò progressivamente decadendo e venne soppresso nel 1391.
L'attuale edificio, che presenta una semplice facciata con bifora, consta di un'unica aula absidata, coperta da capriate lignee e caratterizzata da un presbiterio fortemente sopraelevato in corrispondenza dell'ampia cripta. Affiancano l'abside due vani, di cui uno inglobato nel campanile moderno, forse identificabili come basi di antiche torri campanarie absidali. La bella cripta presenta elementi riconducibili agli inizi del XII secolo.